# فرانسیس پاور کوب
فرانسیس پاور کوب (به انگلیسی: Frances Power Cobbe)، نویسنده، پشتیبان حقوق زنان و فعال حقوق حیوانات آزمایشگاهی و بنیان‌گذار جمعیت ملی ضدزنده‌شکافی و اتحادیهٔ بریتانیایی برای ازمیان‌برداشتن زنده‌شکافی می‌باشد.